# A la Barbarossa
A la Barbarossa es un programa de televisión de actualidad, espectáculo y variedades argentino, conducido por Georgina Barbarossa y emitido por Telefe. Es una producción de Kuarzo para Telefe, el programa comenzó el 13 de junio de 2022.

## Sinopsis
Georgina Barbarrosa conduce éste magazín que aborda los temas de actualidad con un espacio para el humor y la cocina. Los temas más importantes del día junto a móviles en el lugar de los hechos. Un lugar para comenzar la mañana de la mejor manera.

## Equipo

### Conducción
- Georgina Barbarossa (2022-presente)

### Conductoras/es de reemplazo
- Nancy Pazos (2022)
- Verónica Lozano (2022, 2023, 2024)
- Roberto Funes Ugarte (2022-presente)
- Lizy Tagliani (2024)
- Analía Franchín (2025)

### Panelistas actuales
- Analía Franchín (2022-presente)
- Nancy Pazos (2022-presente)
- Paulo Kablan (2022-presente)
- Pía Shaw (2023-presente)
- Mariana Brey (2025-presente)

### Panelistas invitados
- Gastón Trezeguet (2022-2023, 2023-2024, 2024-presente)
- Carla Czudnowsky (2023, 2024, 2025-presente)
- Eva Bargiela (2023)
- Luciana Rubinska (2024)
- Natasha Niebieskikwait (2024-presente)
- Pablo Ibáñez (2024-presente)
- Eliana Guercio (2025-presente)
- Diego Iglesias (2025-presente)
- Andrea Campbell (2025)
- Gustavo Méndez (2025)
- Florencia Peña (2025)
- Malena Pichot (2025)

### Panelistas anteriores
- Noelia Antonelli (2022-2024)
- Lío Pecoraro (2022-2024)

### Locutora
- Claudia Fasolo (2022-presente)